# John Quarmby
John Quarmby (Liverpool, 1929. június 18. – 2019. április 5.) angol színész.

## Filmjei
Mozifilmek
- Öld meg Cartert! (Get Carter) (1971)
- Kis Dorrit (Little Dorrit) (1987)
- The Fool (1990)
- Fekete szépség (Black Beauty) (1994)
- Én no szpik inglis (Io no spik inglish) (1995)
- Változások kora (Restoration) (1995)

Tv-filmek
- Fall of Eagles (1974)
- Sör és perec (Cakes and Ale) (1974)
- A régensherceg (Prince Regent) (1979)
- K-9 and Company: A Girl's Best Friend (1981)
- Vörös Pimpernel (The Scarlet Pimpernel) (1982)
- Karácsonyi ének (A Christmas Carol) (1984)
- Vacsora tizenhármasban (Thirteen at Dinner) (1985)
- Szép remények (Great Expectations) (1991)
- Éjjeli lepke (The Moth) (1997)

Tv-sorozatok
- Scotland Yard (1960, egy epizódban)
- Z Cars (1967, egy epizódban)
- Bevarrva (Porridge) (1974, egy epizódban)
- Waczak szálló (Fawlty Towers) (1979, egy epizódban)
- Storyboard (1983, egy epizódban)
- Juliet Bravo (1983, egy epizódban)
- Narnia Krónikái: A Hajnalvándor útja (Prince Caspian and the Voyage of the Dawn Treader) (1989, két epizódban)